# 정보경제학
정보경제학(情報經濟學)은 미시경제학의 한 분야로, 경제활동에서 정보의 기능을 연구하는 학문이다. 정보의 경제학, 정보 경제론이라고도 한다.

## 개요
기존의 경제학에서는 사람, 물건, 돈이 경제활동을 구성하는 요소로서 중요시되어 왔지만, 경제활동에서 인간 행동을 결정하는 요소는 이 3가지에 한정되지 않으며 경제의 구성요소간의 상호작용 또한 인간 행동을 결정하는 데에 큰 역할을 한다. 그 상호작용은 정보라는 형태로 이루어진다. 정보는 기존의 생산요소들과 여러 가지 다른 특징을 가진다. 정보를 만들어내기는 쉽지만, 기존의 정보를 믿는 것은 어렵다. 또한, 정보를 퍼뜨리는 것은 쉽지만 그것을 통제하는 것은 어렵다. 또한 정보의 유무, 왜곡, 편향에 따라 중요한 결정들이 갈리기도 한다. 기존의 경제학 이론에 정보라는 요소를 추가하게 되면서, 이론들의 일부 수정이 불가피하게 되었다.
경제적 활동을 결정하는 데에 영향을 미치는 것 중 하나가 바로 정보이며, 정보의 비대칭성을 중심으로 연구가 되고 있다.
정보경제학은 비교적 최근에 생겨난 분야로, 주인-대리인 문제, 비대칭 정보, 도덕적 해이, 역선택 등을 다룬다. 프리드리히 하이에크의 지식 관련 저작에서 정보경제학의 아이디어가 많이 생겨났으며, 아바 러너(Abba Lerner), 조지 스티글러(George Stigler)와 같은 학자들이 발전시켰다.
컴퓨터 소프트웨어나 영화, 음악을 시작으로 하는 정보재의 연구도 이루어지고 있고, 정보 통신 기술이 발전함에 따라 정보 통신 산업에 관한 연구도 진행되고 있다.

## 정보의 가치
정보경제학의 분석은 '정보'에 경제적 가치가 있다는 것에서 출발한다. 정보의 유무에 따라 각 개인의 보수(payoff), 효용(utility)가 달라질 수 있으며, 이로써 정보에 가치가 있다는 점을 알 수 있다. 단, 정보가 있는 것이 무조건 좋다고 볼 수는 없다. 때에 따라서는 더 많은 정보를 가진 사람이 더 적은 효용을 누릴 수도 있다.

## 정보의 비대칭성
정보의 비대칭성은 특정 집단이 다른 집단에 비해 더 많은, 혹은 더 좋은 정보를 가지고 있는 상황을 가리킨다. 도덕적 해이와 역선택 문제가 정보의 비대칭성으로 나타나는 대표적인 문제점이다. 특히 역선택 문제에 대해서는 조지 애컬로프(George Akerlof)의 〈개살구 시장〉(The Market for Lemons)이라는 논문이 대표적이다.
정보의 비대칭성을 해결하는 방법으로는 신호(Signalling)와 선별(Screening)이 있다.

## 노벨상 수상
2001년 조지 애컬로프, 조지프 스티글리츠(Joseph Stiglitz), 마이클 스펜스(Michael Spence)는 비대칭 정보에 대한 연구 성과를 인정받아 노벨 경제학상을 수상하였다.

## 같이 보기
- 경제학
- 재정거래
- 일물일가의 법칙
- 정보재